# Bisperode
Bisperode ist eine Ortschaft im Flecken Coppenbrügge im Kreis Hameln-Pyrmont in Niedersachsen (Deutschland).

## Name
Bisperode hat von seiner ersten urkundlichen Erwähnung bis heute eine Namensentwicklung durchlaufen, die aus lateinischen Relikten, Lautverschiebungen und Wortverkürzungen des Mittelalters und der Entwicklung der „modernen“ deutschen Sprache nach der Reformation Martin Luthers resultiert. Seine inhaltliche Bedeutung hat sich dabei nie verändert: Die erste Silbe Bis- (oder oft auch Bisch- oder Bissen-) weist auf einen Bischof hin; die beiden Schlusssilben -rode (oder -rade) haben die Bedeutung einer Rodung. So wird es sich bei Bisperode vermutlich um eine von einem Bischof genehmigte, befürwortete oder gar angeordnete Rodung in seinem Auftrag handeln. Seit Beginn des 11. Jahrhunderts lässt sich der Name Bisperodes aus Urkunden belegen, bis sich etwa mit dem Beginn des 16. Jahrhunderts die heutige Schreibweise Bisperode herausgebildet hat.
- 1022: Biscopesroth
- 1219: Bischopingerothe
- 1236: Biscopingerothe
- 1245: Biscopingerothe
- 1251: Biscopingeroth
- 1291: Biscoperode
- 1308: Biscoperothe
- 1350: Bischopenrode
- 1547: Bißberodt
- 1568: Wispenrode
- im 17. Jahrhundert: Bisperode.

## Geschichte

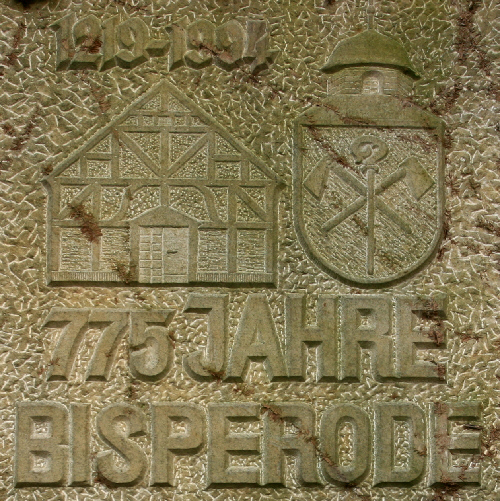
Steintafel an der Schlossmauer, 1994 zur 775-Jahrfeier angebracht

Der Ort ist aus der Rodesiedlung des Bistums Hildesheim entstanden, zu dessen Grundbesitz diese Gegend gehörte. Urkundlich erwähnt wurde Bisperode zuerst 1022 als Biscopesroth. Im Jahr 1219 bekam der Landwirt Henrizius aus Kemnade bei Bodenwerder vom Bistum Hildesheim das Gebiet Biscopincgerothe zum Lehen, weshalb er sich fortan Henrizius von Biscopingerrode nannte.
Nach dem Aussterben des Geschlechts der Biscopincgerothe trugen die Guts- und Gerichtsherren von dem Werder (lat.: de Insula) von 1491 bis zu ihrem Erlöschen im Mannesstamm 1665 deren Grundbesitz zu Lehen. Die Werder führten im Wappen ein weißes rotgezäumtes Ross in blauem Feld und gehörten bereits seit 1132 urkundlich nachweisbar zur Hildesheimer Ritterschaft.
Nach dem Dreißigjährigen Krieg vergrößerte sich das Gut durch das Einziehen wüst gefallener Ländereien. Der 1665 verstorbene Jobst von dem Werder hinterließ fünf Töchter. Es kam daraufhin zur Einziehung des Lehens, da die Lehnskurie eine Neubelehnung der evangelischen Werdershausener Linie aus Anhalt ablehnte. So kam das Lehen an die kurkölnische Familie Wolff-Metternich zur Gracht. 1610 erfolgte die Erweiterung des Dorfes bis zum Kirchdorf Dadersen.
Im Ort befindet sich das Wasserschloss Bisperode, eine Dreiflügelanlage, die innerhalb eines rechtwinkligen, steil ummauerten Grabens liegt. Der im Inneren unvollendet gebliebene Barockbau wurde 1694 bis 1700 von dem Kapuziner Ambrosius von Oelde (Westfalen) für Hermann Werner von Wolff-Metternich zur Gracht, Fürstbischof zu Paderborn, erbaut.
Zur Entwicklung des Postwesens in Bisperode siehe: Postroute Braunschweig-Holzminden.
Im Jahre 1875 hatte Bisperode 1062 Einwohner und 158 Wohnhäuser. 1893 wurde der Schützenverein Bisperode und 1910 der Turn- und Sportverein Bisperode gegründet. Im Jahr 1950 lebten 1756 Einwohner im Ort.

### Eingemeindungen
Im Zuge der niedersächsischen Gebietsreform kam am 1. Januar 1973 die Gemeinde Bisperode vom Landkreis Holzminden zum Landkreis Hameln-Pyrmont und wurde ein Ortsteil des Fleckens Coppenbrügge.

### Einwohnerentwicklung
| Jahr      | 1910  | 1925  | 1933  | 1939  | 1950  | 2022  |
| --------- | ----- | ----- | ----- | ----- | ----- | ----- |
| Einwohner | 999   | 1061  | 961   | 911   | 1756  | 1292  |
| Quelle    | [ 6 ] | [ 7 ] | [ 7 ] | [ 7 ] | [ 1 ] | [ 2 ] |

## Politik

### Ortsrat
Der Ortsrat der Ortschaft Bisperode setzt sich aus 7 Mitgliedern (6 Ratsherren und 1 Ratsfrau) zusammen. Er vertritt auf kommunaler Ebene die Coppenbrügger Ortsteile Behrensen, Bessingen, Bisperode, Diedersen und Harderode.
- SPD: 3 Sitze
- CDU: 2 Sitze
- FDP: 1 Sitz
- Grüne: 1 Sitz

(Stand: Kommunalwahl 12. September 2021)

### Ortsbürgermeister
Der Ortsbürgermeister von Bisperode ist Manfred Sohns (FDP), seine Stellvertreterin ist Monika Schmalkuche (SPD).

## Kultur und Sehenswürdigkeiten

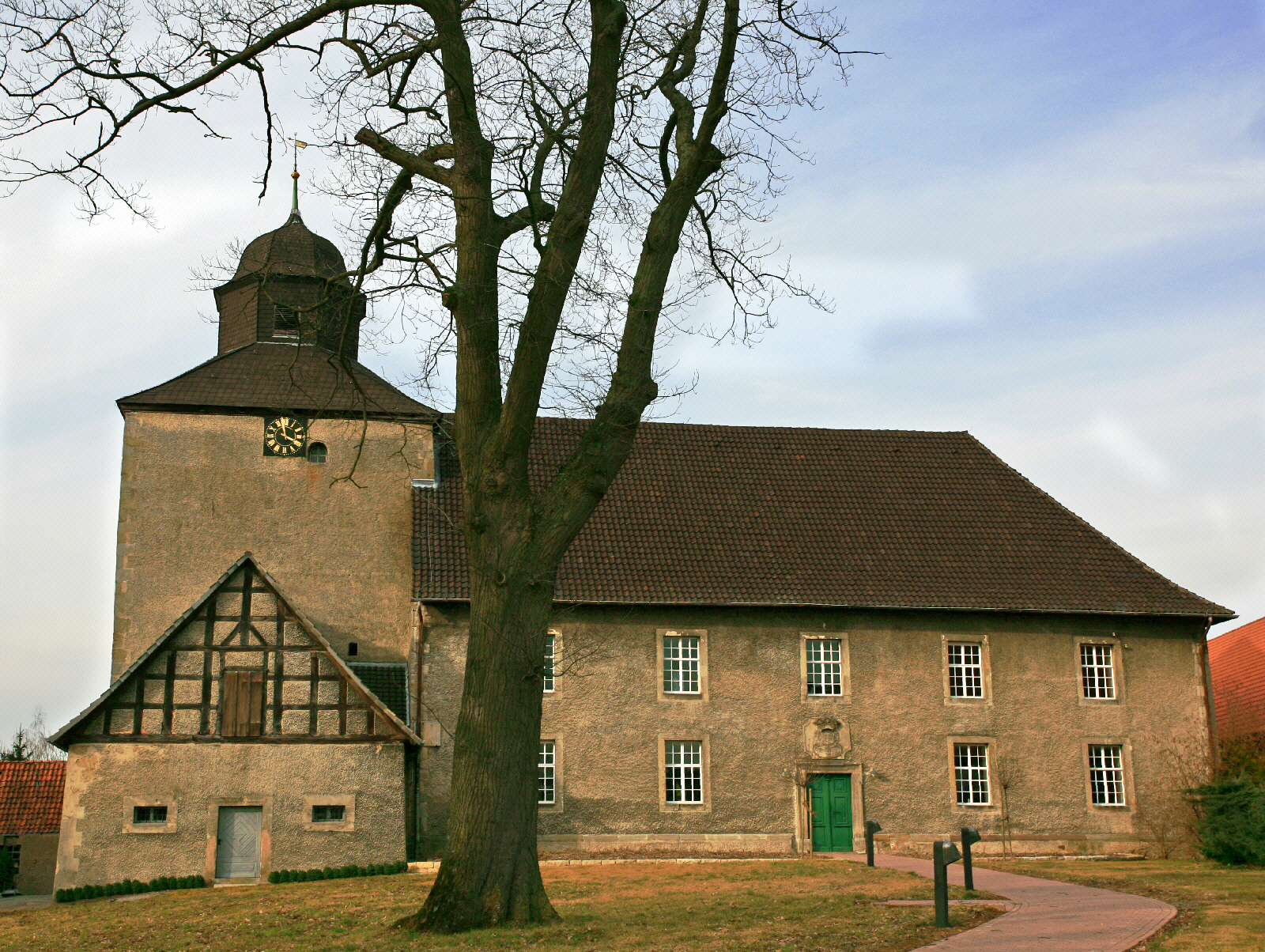
Die Kirche in Bisperode

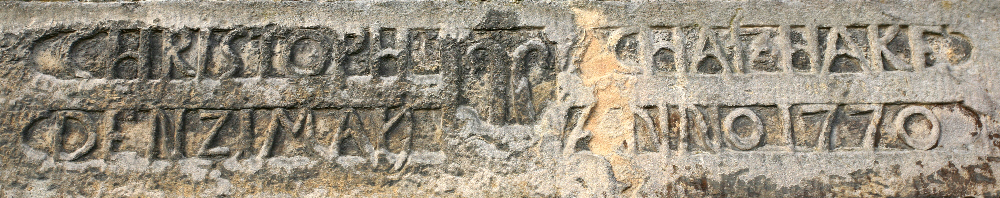
Inschrift an der Kirche

Die Kirche St. Peter und Paul oberhalb des Dorfs besteht aus einem romanischen Turm und einem barocken Langhaus aus dem Jahre 1716. Den Fachwerkanbau errichtete 1770 das Geschlecht Hake als Familiengruft.
Die von der Orgelbauer-Familie Euler aus dem Reinhardswald im Jahre 1830 erbaute Orgel wurde im Jahre 2009 durch den Hersteller Seifert aus Kevelaer ersetzt. Der denkmalgeschützte Orgelprospekt blieb erhalten.

## Verkehr

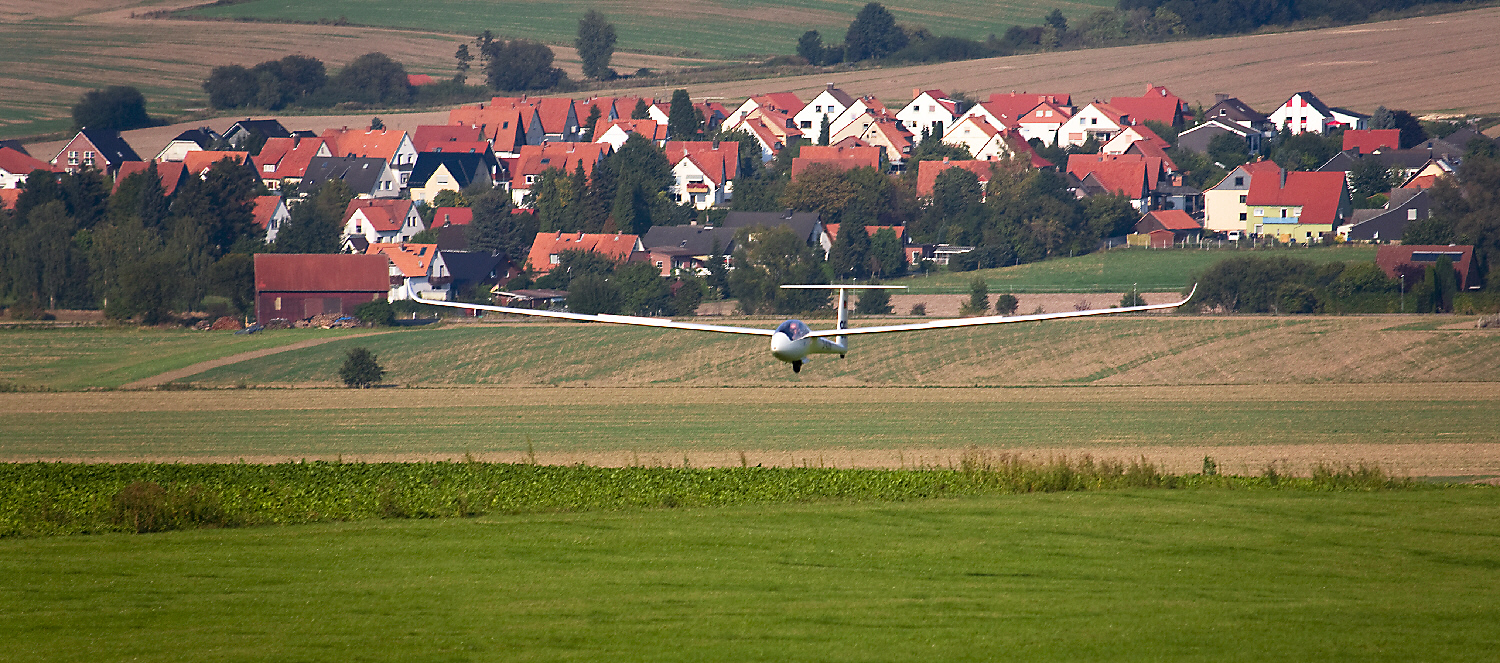
Segelfluggelände Bisperode-West

Der Ort liegt an der Landesstraße 588.
Etwa 1,4 km südwestlich von Bisperode liegt das Segelfluggelände Bisperode-West.

## Persönlichkeiten
- Bendix Hallenstein (1835–1905), neuseeländischer Kaufmann, Fabrikant und Politiker